# Fahrudin Radončić
Fahrudin Radončić (Berane, Crna Gora, 24. svibnja 1957.) je bošnjački bosanskohercegovački političar, poduzetnik i novinar. Osnivač je Dnevnog avaza, najtiražnijeg i najcitiranijeg lista u Bosni i Hercegovini i predsjednik Saveza za bolju budućnost Bosne i Hercegovine. Za ministra sigurnost Bosne i Hercegovine postavljen je u studenome 2012., a smijenjen u travnju 2014. Jedan je od najuspješnijih poduzetnika u Bosni i Hercegovini.

## Mladost
Radončić je rođen u Ivangradu (danas Berane) u Crnoj Gori. Osnovnu i srednju školu završio je u Podgorici (onda Titograd). Politikom se počeo baviti vrlo rano kao član Saveza komunista Crne Gore. Bio je izvršni tajnik Republičke organizacije Saveza komunista u Podgorici do 1988. U 19. godini počinje se baviti novinarstvom, a s 23 godine postao je urednik republičkog lista za mlade 'Omladinski pokret u Podgorici. Od 1989. do početka rata u Bosni i Hercegovini radio je kao dopisnik iz Crne Gore za zagrebački list Danas. Objavio je 1990. knjigu 10 000 dana robije - životopis Adema Demaçija, Albanca koji je u zatvorima SFR Jugoslavije proveo 28 godina zbog borbe za neovisnost Kosova. Iste se godine iz Podgorice preselio u Sarajevo gdje je 1991. osnovao izdavačku kuću "Avaz".

## Novinarska karijera
Početkom rata u BiH 1992., Radončić se pridružio Armiji RBiH u kojoj je proveo godinu dana kao član kabineta generala Sefera Halilovića, načelnika stožera vrhovnog zapovjedništva ARBiH.
U oktobru 1995. godine pokrenuo je Dnevni avaz najtiražniji i najutjecajniji dnevni list u povijesti Bosne i Hercegovine. 

Radončić je najveći bh. investitor i graditelj u poslijeratnoj BiH i dobitnik najvećeg javnog priznanja za doprinos u izgradnji Sarajevske županije. U periodu 2000-2009. sagradio je jednu od prvih većih zgrada u poslijeratnom Sarajevu (sadašnji objekt Hypo banke), zatim izuzetno vrijedan arhitektonski objekt – hotel „Radon Plaza“, te ponos bh. graditeljstva Avaz Twist Tower od čak 40 spratova, visok 175 metara koji je službeno uvršten među 10 najljepših zgrada svijeta. „Avaz“ je investitor i velikog stambeno - poslovnog objekta u Tuzli.

## Politička karijera
Radončić je osnovao Savez za bolju budućnost Bosne i Hercegovine 30. listopada 2009. Za predsjednika SBB-a izabran je na prvom stranačkom kongresu 5. lipnja 2010. u Sarajevu. Radončić se natjecao za bošnjačkog člana Predsjedništva Bosne i Hercegovine, međutim, pobijedio je Bakir Izetbegović sa 162 831 (34.9%) glasova, dok je Radončić osvojio 142 387 (30.5%) glasova.

### Ministar sigurnosti
Zbog sukoba između SDA i SDP-a, u lipnju 2012. Zastupnički dom Parlamentarne skupštine BiH izglasao je smjenu ministara iz SDA, međutim, ta odluka je blokirana u Domu naroda nakon što se SDA pozvala na zaštitu vitalnog nacionalnog interesa.  Nakon što je Ustavni sud BiH odlučio da nije bilo kršćenja vitalnog nacionalnog interesa, u listopadu 2012., došlo do smjene ministra sigurnosti, ministra obrane i doministra financija iz SDA. Radončić je imenovan ministrom sigurnosti 22. studenog 2012.

## Osobni život
Prva supruga Fahrudina Radončića bila je Snježana Rakonjac, s kojom se rastavio. S Azrom Radončić bio je u braku do 22. svibnja 2012. kada su se rastavili.

## Uhićenje
Pod optužbom da je izvršio pritisak na svjedoka u procesu protiv kosovskog rasturača droge i mafijaša Nasera Kelmendija, koji je bio umiješan u ubojstvo Ramiza Delalića, Fahrudin Radončić je uhićen u Sarajevu 26. siječnja 2016. godine. Sud Bosne i Hercegovine odredio mu je jednomjesečni pritvor. Radončić je 16. svibnja 2018. godine oslobođen po svim točkama optužnice pred Sudom Bosne i Hercegovine. 10